# M224 60mm 迫撃砲

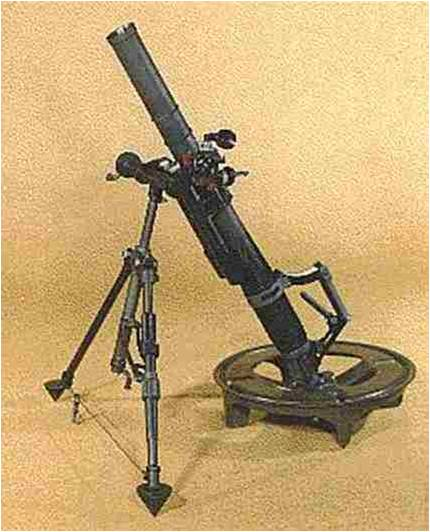
M224迫撃砲

M224 60mm 迫撃砲（M224 Mortar）は、アメリカ軍が使用している口径60mmの軽迫撃砲である。

## 概要

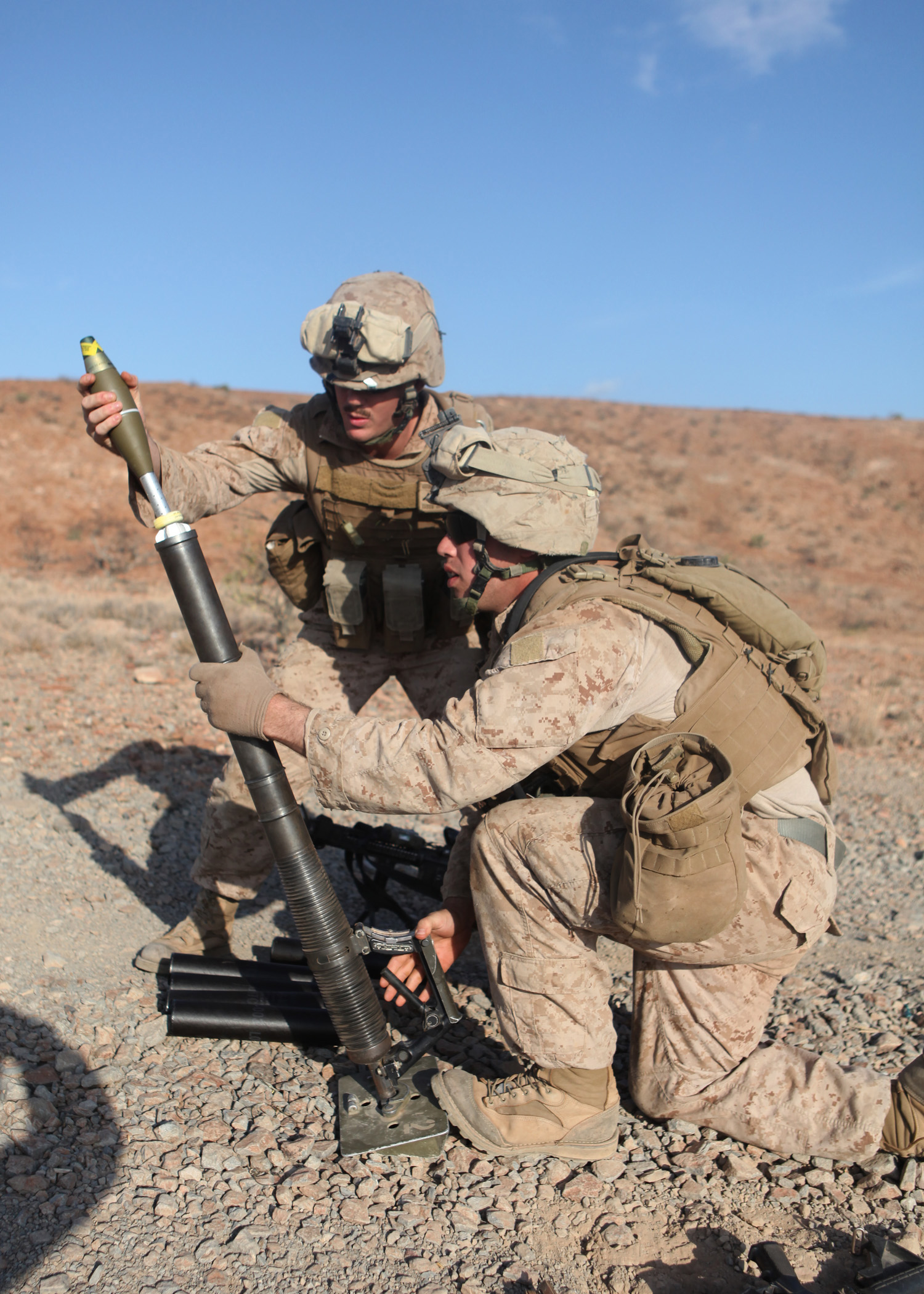
個人携行モードでの射撃

M224迫撃砲は、第二次世界大戦以来朝鮮戦争やベトナム戦争で使用されてきた2種類の60mm迫撃砲、M2とM19を更新するために設計された。
旧型の60mm迫撃砲弾も使用可能であるが、M224用の新型砲弾を使用すれば射程が1km近く延伸される。その代償としてやや重量が増加している。装填は前装式であり、装填と同時に射撃（撃発）するほか、セレクターを切り替えることで装填後に砲身後部の引き金を引いて射撃（撃発）することも可能である。二脚を外して兵士1人で使用することも可能であるが、照準器は二脚に装着する構造なので、照準は目分量で行わなければならない。
陸軍と海兵隊の双方に配備されており、陸軍では中隊の迫撃砲班、海兵隊では小隊の迫撃砲班にそれぞれ配備されている。

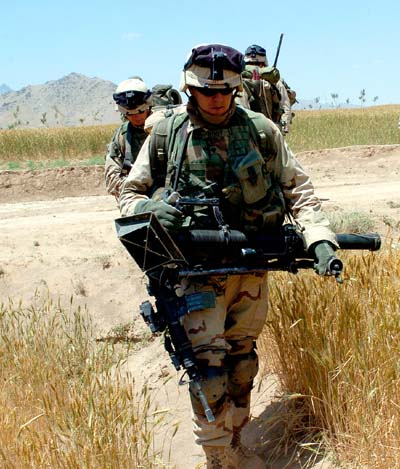
個人携行モードで運搬されるM224迫撃砲
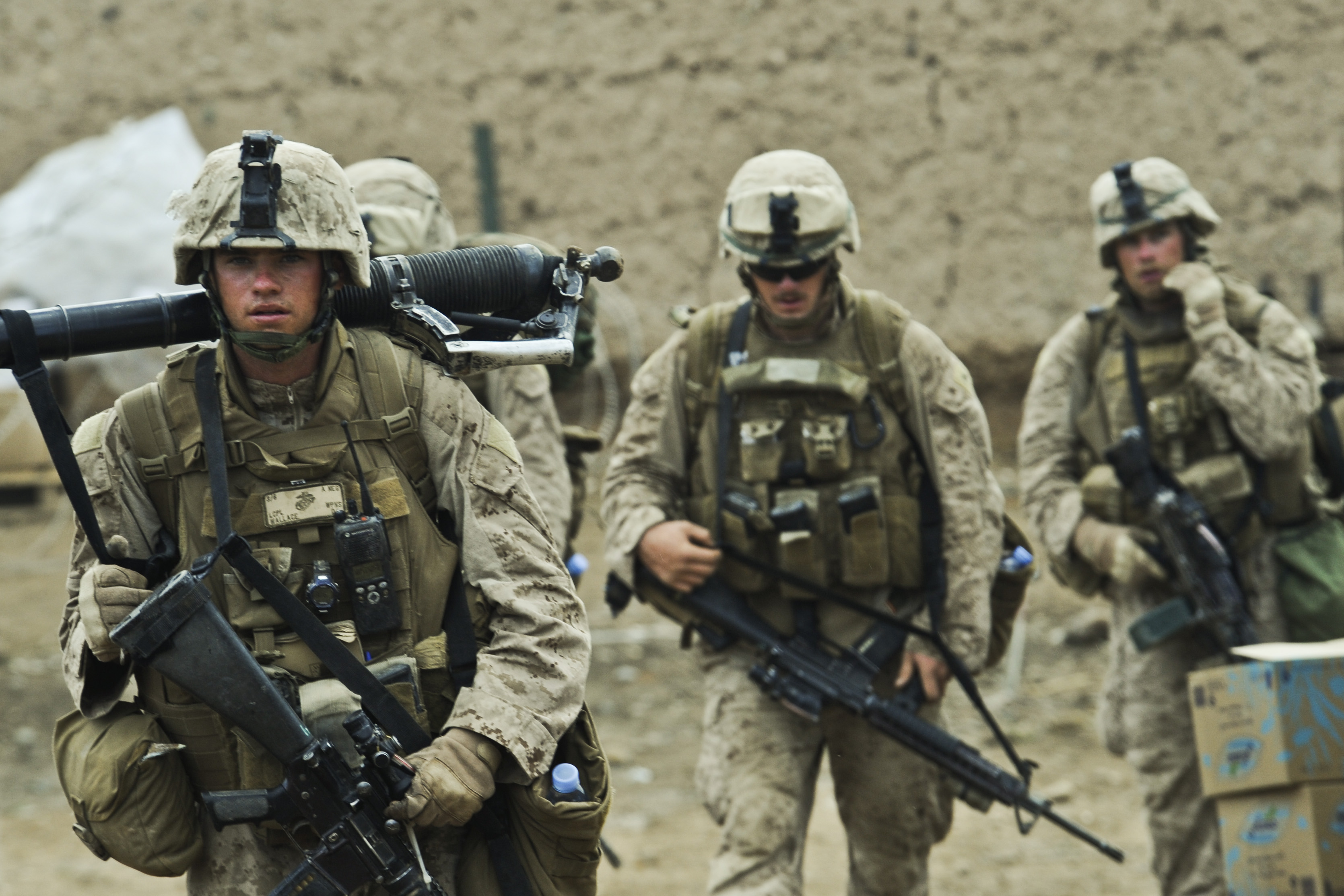
分解して運搬されるM224迫撃砲

## 諸元・性能
諸元
- 種別: 迫撃砲
- 口径: 60mm
- 砲身長: 1,000mm
- 重量: ：21.1kg（二脚使用時）・8.2kg（個人携行形態時）

- M225砲身：6.5kg
- M170二脚：6.9kg
- M7底盤（円形・二脚使用時）：6.5kg

- M8底盤（長方形・個人携行形態時）：1.6kg

- M64A1照準器：1.1kg

性能
- 初速: 213m/秒（榴弾）
- 最大射程: 70-3,490m
- 発射速度: 最大：30発/分、持続：20発/分

砲弾・装薬
- 弾薬:

- 信管: マルチオプション信管M734, 瞬発信管M935